# Saint-Clément (Cantal)
Saint-Clément – miejscowość i gmina we Francji, w regionie Owernia-Rodan-Alpy, w departamencie Cantal.
Według danych na rok 1990 gminę zamieszkiwało 107 osób, a gęstość zaludnienia wynosiła 6 osób/km² (wśród 1310 gmin Owernii Saint-Clément plasuje się na 737. miejscu pod względem liczby ludności, natomiast pod względem powierzchni na miejscu 526.).